# (2357) Phéréclos
Pour les articles homonymes, voir Phéréclos (homonymie).
(2357) Phéréclos ou (2357) Phereclos est un astéroïde troyen de Jupiter. Il a été découvert le 1er janvier 1981 par Edward L. G. Bowell de l'observatoire Lowell.

## Caractéristiques
Il partage son orbite avec Jupiter autour du Soleil au point de Lagrange L5, c'est-à-dire qu'il est situé à 60° en arrière de Jupiter.
Les calculs d'après les observations de l'IRAS lui accordent un diamètre d'environ 95 kilomètres.
Son nom fait référence à Phéréclos, le constructeur de bateau troyen tué par Mérion.
Sa désignation provisoire était 1981 AC.